# 단순군
군론에서 단순군(單純群, 영어: simple group)은 정규 부분군이 자명군과 자기 자신밖에 없는 군이다. 즉, 정규 부분군과 몫군으로 더 작게 분해할 수 없는 군이다. 유한 단순군의 분류는 군론의 아주 중요한 문제이다. 유한군은 유한 단순군의 조합으로 분해할 수 있으며, 조르당-횔더 정리에 따르면 그 조합은 순서를 무시하면 유일하다.

## 정의
군 {\displaystyle G}이 다음 조건을 만족시키면, 단순군이라고 한다.
- 만약 {\displaystyle N\triangleleft G}라면, {\displaystyle N=1}이거나 {\displaystyle N=G}이다.

## 성질
아벨 단순군 · 순환 단순군 · 소수 크기의 군은 서로 동치이다.

## 예제
예를 들어, 순환군 G = Z/3Z는 단순군이다. 만약 H가 G의 부분군이라면, 그 차수(원소의 수)는 G의 차수인 3의 약수여야 한다. 그러나 3은 소수이므로 H의 차수는 1 또는 3이고, 따라서 H는 G 전체이거나 자명군일 수밖에 없기 때문이다. 그 반면, G' = Z/12Z는 단순군이 아니다. H' = {12Z, 4+12Z, 8+12Z}로 놓으면 이는 차수 3의 정규부분군이 되기 때문이다. (아벨 군의 임의의 부분군은 정규부분군임을 인식할 것.) 마찬가지로, 정수 전체의 덧셈군 Z는 단순군이 아니다. 짝수들의 집합이 자명하지 않은 정규 진부분군이 되기 때문이다.

## 유한단순군의 분류
유한단순군의 분류는 수학에서 아주 중요한 문제였고, 1981년에 다니엘 고렌스틴에 의해 해결되었다고 선언되었으나, 증명 과정에서 일부 문제가 발견되어, 이후 2004년에 마이클 아시바커와 스티븐 스미스가 쓴 Quasithin case에 대한 논문이 출간됨으로 해서 완결되었다.
유한단순군은 18가지 종류로 분류되며, 이들 분류에 속하지 않는 산재군이 26개 존재한다. 분류는 대략적으로 다음과 같다.
- 소수 차수를 가지는 순환군({\displaystyle Z/pZ})
- {\displaystyle n\geq 5}인 교대군({\displaystyle A_{n}})
- 16가지의 리 형태(Lie type) 군
- 26개의 산재군

## 같이 보기
- 특성 단순군
- 유한단순군의 목록